# محطم القلوب (فلم 2007)
محطم القلوب هو فيلم كوميدي تم إنتاجه في الولايات المتحدة وصدر في سنة 2007. من بطولة بن ستيلر وميشيل موناغان ومالين أكرمان وسكوت ويلسون وداني ماكبرايد.

## القصة
تدور قصة الفيلم حول رجل في الأربعينات من عمره يملك محل للمعدات الرياضية لكنه مازال أعزب وبسبب ضغوط ومحاولات من والده وأعز أصدقائه يقرر الإستقرار ويتزوج سريعًا من فتاة حسناء معتقداً أنها كاملة الأوصاف لكنهُ يُصدم في شهر عسلهُما عندما يجد أنها غير مثالية ويقع في حب شابه أخرى.

## الميزانية والإيرادات
بلغت تكلفة إنتاج الفيلم حوالي 60 مليون دولار بينما حقق إيرادات تقدر بـ 127.8 مليون دولار.

## وصلات خارجية
- مقالات تستعمل روابط فنية بلا صلة مع ويكي بيانات